# ORP Czujny (1953)
ORP Czujny – polski ścigacz okrętów podwodnych z okresu zimnej wojny, a wcześniej radziecki BO-411, jeden z ośmiu pozyskanych przez Polskę okrętów projektu 122bis. Okręt został zwodowany 11 kwietnia 1953 roku w stoczni numer 340 w Zielenodolsku, a do służby w Marynarce Wojennej ZSRR przyjęto go w listopadzie tego roku. W 1955 roku jednostka została wydzierżawiona przez Polskę i 27 maja tego roku weszła w skład Marynarki Wojennej. Okręt, oznaczony podczas służby znakami burtowymi DS-41, następnie 361, został skreślony z listy floty w październiku 1972 roku.

## Projekt i budowa
Prace nad dużym ścigaczem okrętów podwodnych, będącym rozwinięciem ścigaczy proj. 122A, rozpoczęły się w ZSRR w 1943 roku. Ostateczny projekt jednostki powstał w biurze konstrukcyjnym CKB-51 w Gorki w 1944 roku. W porównaniu do poprzedników nowe okręty miały większą wyporność, doskonalsze uzbrojenie ZOP i wzmocniony kadłub, a przez to wzrosła ich dzielność morska. W 1946 roku rozpoczęto ich produkcję seryjną, budując łącznie 227 okrętów .
Na początku lat 50. w Państwowej Komisji Planowania Gospodarczego i Sztabie Generalnym Wojska Polskiego zapadły decyzje o rozpoczęciu licencyjnej budowy ścigaczy projektu 122bis w polskich stoczniach. W styczniu 1953 roku przygotowana w Zielenodolsku dokumentacja techniczna (pod oznaczeniem proj. 125) dotarła do Polski, jednak kłopoty z uruchomieniem produkcji okrętów wymusiły w październiku 1954 roku decyzję o rezygnacji z ich budowy w kraju. W zamian postanowiono zakupić lub wydzierżawić w ZSRR gotowe jednostki tego typu.
BO-411 (ros. Bolszoj Ochotnik – Большой Охотник – „duży ścigacz”) zbudowany został w stoczni numer 340 w Zielenodolsku (nr budowy 572) . Stępkę okrętu położono 6 stycznia 1953 roku, a zwodowany został 11 kwietnia tego roku . BO-417 także powstał w stoczni numer 340 w Zielenodolsku (nr budowy 578); jego stępkę położono 27 marca 1953 roku, a wodowanie odbyło się 17 czerwca tego roku.

## Dane taktyczno-techniczne

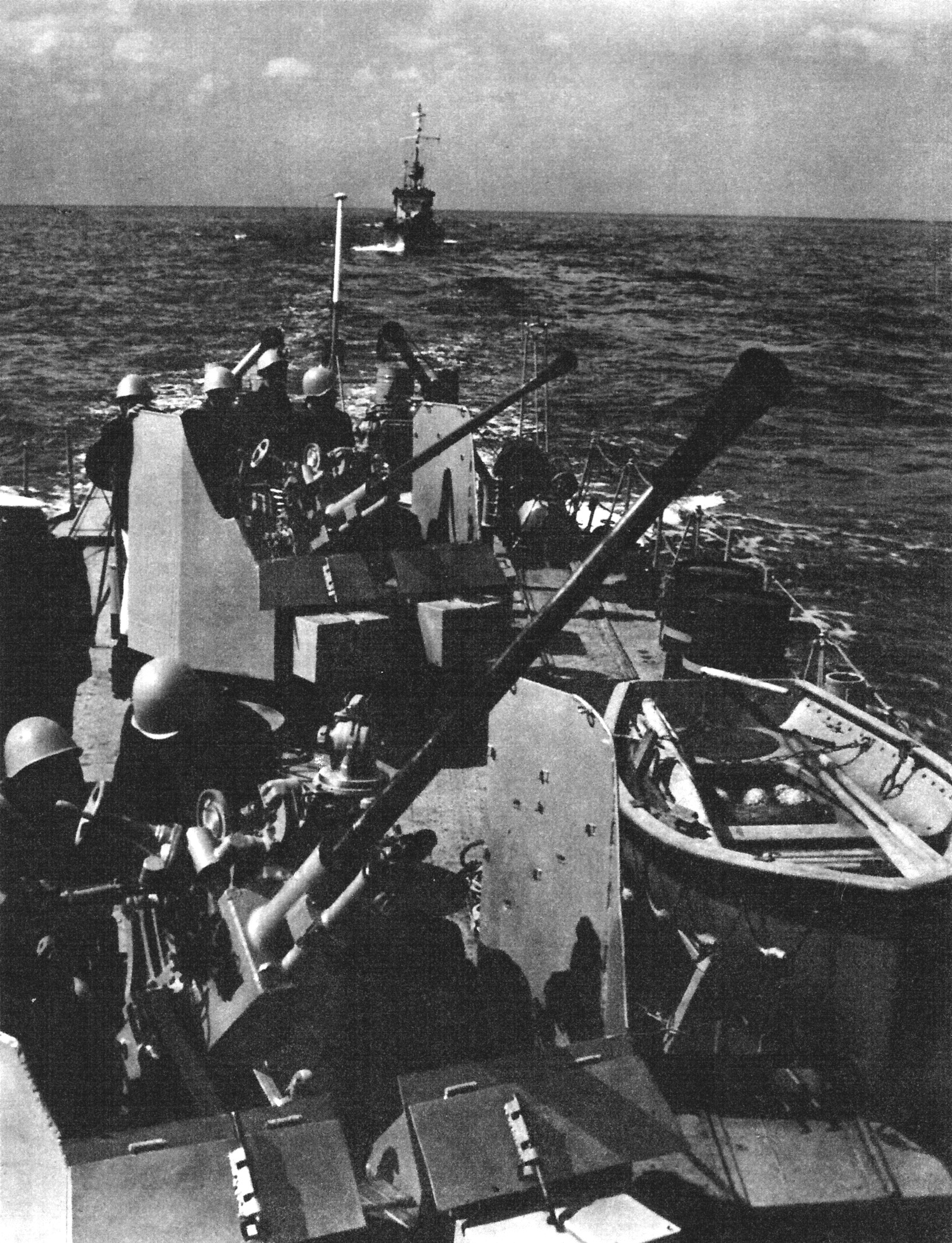
Działka 70-K na pokładzie polskiego ścigacza proj. 122bis

Okręt był dużym, pełnomorskim ścigaczem okrętów podwodnych. Długość całkowita wynosiła 52,2 metra (49,5 metra na konstrukcyjnej linii wodnej), szerokość 6,6 metra i zanurzenie 2,2 metra . Kadłub podzielony był na 10 przedziałów wodoszczelnych i miał na większej części dno podwójne. Wyporność standardowa wynosiła 302 tony, a pełna 336 ton. Okręt napędzany był przez trzy silniki wysokoprężne 9D o łącznej mocy 3300 KM, z których dwa zewnętrzne umieszczone były w maszynowni dziobowej, a środkowy – w przedziale rufowym. Trzy wały napędowe, połączone z silnikami sprzęgłami zębatymi typu 4MA, poruszały trzema trójłopatowymi śrubami o średnicy 1,13 metra każda. Maksymalna prędkość okrętu wynosiła 18,7 węzła, a ekonomiczna 12 węzłów. Okręt zabierał 18 ton paliwa, co pozwalało osiągnąć zasięg wynoszący 3000 Mm przy prędkości 8,5 węzła lub 399 Mm przy prędkości 18,5 węzła. Energię elektryczną zapewniały dwa generatory wysokoprężne DG-18 . Autonomiczność wynosiła 10 dób .
Uzbrojenie artyleryjskie jednostki stanowiło umieszczone na dziobie osłonięte tarczą pancerną pojedyncze działo kalibru 85 mm L/52 90-K, z zapasem amunicji wynoszącym 230 sztuk. Kąty ostrzału wynosiły 0–155° na każdą burtę, kąt podniesienia lufy od -5 do +85°, donośność pozioma 15 500 metrów (pionowa 10 500 metrów), a teoretyczna szybkostrzelność 18 strz./min. W części rufowej znajdowały się dwa pojedyncze działka plot. kal. 37 mm 70-K L/73 (również osłonięte tarczami pancernymi), z zapasem amunicji wynoszącym 1000 sztuk na lufę. Kąt podniesienia lufy wynosił od -10 do +85°, donośność pozioma 8400 metrów (pionowa 5000 metrów), a teoretyczna szybkostrzelność 150 strz./min. Prócz tego na okręcie zamontowano trzy podwójne stanowiska wielkokalibrowych karabinów maszynowych 2M-1 kal. 12,7 mm L/79, z zapasem 2000 sztuk amunicji na lufę (jedno na dziobie, za działem kal. 85 mm i dwa za kominem na pokładzie przy burtach). Kąt podniesienia lufy wynosił od -10 do +90°, donośność pozioma 3500 metrów (pionowa 1500 metrów), a teoretyczna szybkostrzelność 250 strz./min. Broń ZOP stanowiły dwa rakietowe miotacze bomb głębinowych RBU-1200 na dziobie jednostki (z zapasem 32 bomb RGB-1, a później RGB-12), dwa miotacze i dwie zrzutnie bomb głębinowych B-1 (z łącznym zapasem 30 bomb). Alternatywnie okręt mógł przenosić do 18 min . Wyposażenie uzupełniał trał kontaktowy KPT-1, fumator DA-3 i 10 świec dymnych MDSz. Wyposażenie radioelektroniczne obejmowało radiostację R-609, dwa kompasy magnetyczne, żyrokompas Kurs-4, log 1R-2, echosondę NEŁ-3, sonar Tamir-11 oraz radar Lin’.
Załoga okrętu składała się z 54–55 oficerów, podoficerów i marynarzy .

## Służba

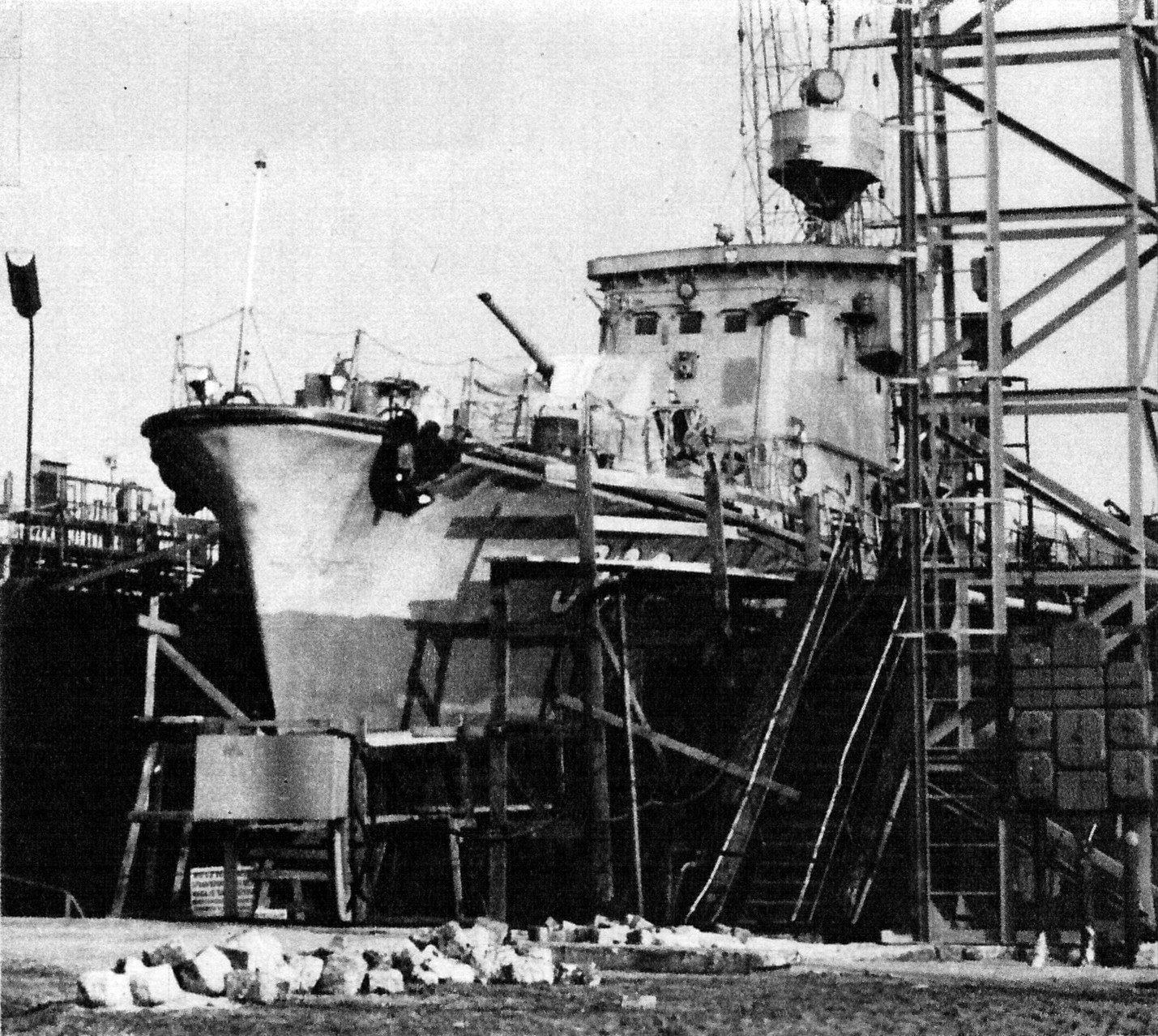
Remont jednego z polskich ścigaczy proj. 122bis

BO-411 został przyjęty do służby w Marynarce Wojennej ZSRR 18 listopada 1953 roku . Okręt służył początkowo w 8. (północnej) Flocie Bałtyckiej. W latach 1954–1955 na ścigaczu wymieniono stację radiolokacyjną na nowszy model Lin’ oraz sonar Tamir-10 na Tamir-11. W 1955 roku jednostka została wydzierżawiona przez Polskę na okres siedmiu lat (wraz z bliźniaczymi ścigaczami „Nieugięty”, „Zawzięty” i „Zwrotny”), na podstawie umowy zawartej we wrześniu 1954 roku . Roczny koszt dzierżawy został określony na 375 tys. rubli.
27 maja 1955 roku ścigacz pod nazwą ORP „Czujny” został uroczyście przyjęty w skład Marynarki Wojennej (z udziałem dowódcy MW kmdr. Zdzisława Studzińskiego). Nazwa okrętu nawiązywała do cechy charakteru, jaką m.in. powinien charakteryzować się żołnierz. Pierwszym polskim dowódcą jednostki został por. mar. Zbigniew Ochman. Podczas pierwszych trzech miesięcy służby na jednostce przebywała grupa marynarzy radzieckich, pozostałych w celu szkolenia polskiej załogi. Okręt z oznaczeniem burtowym DS-41 (od „Duży Ścigacz”) wszedł w skład I grupy poszukująco-uderzeniowej Dywizjonu Dozorowców i Dużych Ścigaczy Brygady Obrony Wodnego Rejonu Głównej Bazy, stacjonując na Helu. Zadaniem okrętu było poszukiwanie i zwalczanie wrogich okrętów podwodnych oraz eskorta własnych okrętów, zespołów desantowych i statków handlowych.
ORP „Czujny”, podobnie jak trzy bliźniacze jednostki, został przejęty w złym stanie technicznym, co wymusiło przerwanie szkolenia załogi i przeprowadzenie w 1956 roku remontu w Stoczni Marynarki Wojennej w Gdyni. Na początku września 1956 roku okręt uczestniczył w ćwiczeniach Brygady Obrony Wodnego Rejonu Głównej Bazy. W dniach 2–4 kwietnia 1957 roku „Czujny” i „Zwrotny” wzięły udział w rejsie nawigacyjnym wzdłuż wybrzeży Szwecji i Niemieckiej Republiki Demokratycznej, zawijając w drodze powrotnej do Szczecina, Kołobrzegu, Darłówka i Władysławowa. Na przełomie maja i czerwca 1957 roku OORP „Czujny” i „Zwrotny” przeprowadziły wspólne ćwiczenia z niszczycielami „Błyskawica” i „Burza” w rejonie Ustki, Kołobrzegu i Świnoujścia. W czerwcu 1957 roku „Czujny”, „Nieugięty” i „Zwrotny” wzięły udział w ćwiczeniach trzech bałtyckich flot Układu Warszawskiego, a po ich zakończeniu ORP „Czujny” uczestniczył w uroczystych obchodach Dni Morza w Szczecinie, Świnoujściu, Kołobrzegu, Helu i Gdyni. Pod koniec roku OORP „Czujny”, „Nieugięty” i „Zwrotny” uczestniczyły w akcji ratowniczej okrętu podwodnego „Kaszub”, który wszedł na mieliznę nieopodal Krynicy Morskiej.
29 stycznia 1958 roku na pokładzie ścigacza zmarł na zawał serca p.o. dowódcy Dywizjonu Dozorowców i Dużych Ścigaczy kpt. mar. Henryk Lewandowski. 7 marca „Czujny” odbył rejs z Gdańska do Gdyni z delegacją rządu Czechosłowacji. W czerwcu OORP „Czujny”, „Nieugięty” i „Zwinny” uczestniczyły w uroczystych obchodach Dni Morza w Gdyni. 12 października, z okazji Dnia Wojska Polskiego, okręt został udostępniony do zwiedzania w porcie w Gdyni. W tym roku wyposażenie radioelektroniczne jednostki uzupełniono o system rozpoznawczy „swój-obcy” typu Kremnij-2, składający się z urządzenia nadawczego Fakieł-MZ i odbiorczego Fakieł-MO.
Od marca do czerwca 1959 roku jednostka była remontowana w Stoczni Marynarki Wojennej w Gdyni. Po zakończeniu prac okręt został w ramach obchodów Dni Morza udostępniony do zwiedzania w porcie w Gdyni. 4 stycznia 1960 roku numer burtowy okrętu został zmieniony na 361 . Od 3 do 10 września 1960 roku ścigacz (wraz z „Groźnym”, „Zawziętym” i „Zręcznym”) wziął udział w rejsie nawigacyjnym do portów Niemieckiej Republiki Demokratycznej, odwiedzając Warnemünde, Stralsund i Sassnitz. Od stycznia 1961 roku okręt włączono do Dywizjonu Ścigaczy, nadal bazując na Helu. W drugiej połowie maja 1961 roku sześć ścigaczy proj. 122bis (OORP „Czujny”, „Nieugięty”, „Wytrwały”, „Zręczny”, „Zwinny” i „Zwrotny”) wzięło udział w ćwiczeniach artyleryjskich pod Ustką, w których najlepiej wypadła załoga „Czujnego”. W dniach 1–7 sierpnia 1961 roku na wodach Zatoki Gdańskiej „Czujny”, „Zręczny”, „Zwinny” i „Zwrotny” wzięły udział w ćwiczeniach ZOP bałtyckich flot Układu Warszawskiego.
W dniach 3-10 lutego 1962 roku nieopodal Świnoujścia OORP „Czujny”, „Wytrwały”, „Zawzięty” i „Zwinny” wzięły udział w kolejnych ćwiczeniach ZOP bałtyckich flot Układu Warszawskiego. Między 7 a 14 maja wszystkie polskie ścigacze proj. 122bis (z dowódcą Dywizjonu Ścigaczy zaokrętowanym na „Czujnym”) wzięły udział w rejsie nawigacyjno-szkoleniowym wzdłuż południowego wybrzeża Morza Bałtyckiego na trasie od Helu poprzez Kołobrzeg, Świnoujście, Szczecin (do którego zawinęło pięć okrętów), Sassnitz i Warnemünde (gdzie dotarły trzy jednostki, w tym „Czujny”); trasa powrotna prowadziła przez Ustkę na Hel. Od 17 do 21 maja cały Dywizjon Ścigaczy uczestniczył w ćwiczeniach osłony desantu i zabezpieczenia jego przebiegu; pod koniec maja i 7 czerwca ścigacze przeprowadziły ćwiczenia artyleryjskie. Po zakończeniu okresu dzierżawy jednostka wraz z pozostałymi siedmioma ścigaczami została zakupiona przez polski rząd od ZSRR (łączny koszt ośmiu okrętów wyniósł 200 tys. zł). Od 28 września do 7 października siedem okrętów proj. 122bis (z „Czujnym”, a bez „Groźnego”) wzięło udział w manewrach sił morskich UW oznaczonych kryptonimem Bałtyk 62, które odbyły się u wybrzeży Polski i NRD.
18 stycznia 1963 roku ścigacz (pod dowództwem por. mar. Mieczysława Łęckiego) wziął udział w akcji ratowniczej, biorąc na pokład dziewięciu rozbitków ze szwedzkiego statku „Vestenhaven” o pojemności 563 BRT, który zatonął w Zatoce Gdańskiej. Od 1 maja do 8 listopada okręt przebywał w stoczni, przechodząc remont bieżący. 27 maja 1964 roku OORP „Czujny” i „Nieugięty” uczestniczyły w pokazowym ćwiczeniu zorganizowanym dla przedstawicieli prasy. Na przełomie czerwca i lipca, podczas inspekcji Brygady Obrony Wodnego Rejonu Głównej Bazy, „Czujny” i „Nieugięty” demonstrowały alarmowe nocne ładowanie bomb głębinowych w morzu, a następnie eskortowały grupę transportowców zmierzających na redę Ustki. Od 9 do 15 września OORP „Czujny”, „Nieugięty” i „Groźny” odbyły rejs nawigacyjny po Bałtyku, podczas którego w warunkach sztormowych doszło do sporych uszkodzeń i zniszczeń wyposażenia okrętów. W tym samym składzie ścigacze uczestniczyły w dniach 3–11 listopada w następnym rejsie nawigacyjnym, który po opłynięciu Gotlandii i Bornholmu zakończył się w Świnoujściu. W grudniu „Czujny” przeprowadził trwający 10 dni dozór rejonu Cieśnin Duńskich.
7 stycznia 1965 roku „Czujny” po raz kolejny trafił do stoczni na remont główny, który trwał niemal cały rok – do 20 grudnia (wiązało się to z przeniesieniem jednostki do II rezerwy i zmniejszeniem członków załogi do kilkunastu osób). Od 1 czerwca 1965 roku okręt przyporządkowano do 11. Dywizjonu Ścigaczy 9. Flotylli Obrony Wybrzeża. W czerwcu 1966 roku kolejno „Czujny”, „Zwrotny” i „Nieugięty” dozorowały rejon Cieśnin Duńskich. Również we wrześniu ścigacze „Czujny”, „Zręczny” i „Nieugięty” uczestniczyły w rejsach dozorowych w zachodniej części Morza Bałtyckiego.
W dniach 8–13 maja 1967 roku 11 Dywizjon Ścigaczy (bez uszkodzonych „Wytrwałego” i „Zawziętego”) wziął udział w ćwiczeniach 9. Flotylli Obrony Wybrzeża. Obejmowały one prócz zwalczania okrętów podwodnych także nocne strzelania, stawianie min, eskortę konwojów czy działania w strefie skażeń bronią masowego rażenia. Z powodu zaostrzenia sytuacji międzynarodowej w wyniku wybuchu trzeciej wojny izraelsko-arabskiej w czerwcu podniesiono stan gotowości bojowej ścigaczy, intensyfikując rejsy dozorowe (m.in. w dniach 15–30 czerwca w rejonie Ustki patrolowały „Czujny”, „Wytrwały” i „Groźny”, a od 24 lipca do 10 sierpnia „Zręczny”, „Nieugięty” i „Groźny”). W dniach 12–20 lipca sześć ścigaczy 11. Dywizjonu (prócz „Zwinnego” i „Zawziętego”) wzięło udział w ćwiczeniach całej polskiej floty pod kryptonimem Neptun-67. Na przełomie sierpnia i września jednostka wraz wszystkimi pozostałymi ścigaczami proj. 122bis wzięła udział we wspólnych z Volksmarine ćwiczeniach Wrzesień-67. 17 października, przy wietrze dochodzącym do 12° B, przebywający w helskim porcie „Czujny” o godzinie 21:00 zerwał się z cum, jednak dzięki szybkiej reakcji załogi został bez uszkodzeń wyprowadzony w morze.
W styczniu 1968 roku załoga ścigacza przeprowadziła akcję ratowniczą kutra rybackiego WŁA-23, biorąc na pokład pięciu rybaków. Pod koniec lat 60. ORP „Czujny” znajdował się w złym stanie technicznym (podobnie jak pozostałe bliźniacze ścigacze). Rozkaz Dowódcy MW nr 030/DMW z 6 maja 1968 roku wprowadził ograniczenia w eksploatacji zużytych jednostek: mogły pływać do stanu morza 6 i przy maksymalnej sile wiatru 8° B, a „całą naprzód” mogły utrzymywać jedynie przez godzinę i to w wyjątkowych wypadkach. W dniach 10–16 lipca wszystkie ścigacze proj. 122bis uczestniczyły w ćwiczeniach polskiej floty, a pod koniec miesiąca w manewrach sił Układu Warszawskiego pod kryptonimem Północ 68.
W dniach 13–16 lipca 1969 roku okręt gościł w Bałtyjsku, przewożąc dowództwo 11. Dywizjonu na naradę z przedstawicielami Floty Bałtyckiej. Od 21 do 22 kwietnia OORP „Czujny”, „Zręczny”, „Zwinny” i „Zwrotny” były kontrolowane przez zespół ze Sztabu Generalnego Wojska Polskiego, otrzymując ocenę bardzo dobrą. Od 14 do 28 września sześć ścigaczy z 11. Dywizjonu (oprócz „Groźnego” i „Zawziętego”) uczestniczyło w wielkich manewrach flot Układu Warszawskiego „Odra – Nysa 69”. Prócz zadań ZOP okręty ćwiczyły eskortowanie konwojów i sił głównych oraz niszczenie zagród minowych, a na koniec wzięły udział w desancie na plażach pod Ustką. 
Na przełomie maja i czerwca 1970 roku kolejno „Czujny”, „Nieugięty” i „Zwrotny” dozorowały rejon Cieśnin Duńskich. Między 7 a 15 lipca te same okręty wzięły udział w rejsie nawigacyjnym, opływając Gotlandię i zawijając do Kłajpedy oraz Tallinna. 28 czerwca OORP „Czujny”, „Nieugięty”, „Zawzięty” i „Zwrotny” wzięły udział w paradzie z okazji 25-lecia istnienia Marynarki Wojennej PRL. W sierpniu 1971 roku okręt pełnił służbę dozorową na wodach zachodniego Bałtyku. W dniach 8–12 sierpnia 1972 roku ORP „Czujny” wziął udział w ćwiczeniach pod kryptonimem Kaszalot-72. Od 18 do 28 września 1972 roku ścigacz został włączony do Zespołu Okrętów Szkolnych Wyższej Szkoły Marynarki Wojennej, a w październiku trafił do rezerwy. 
ORP „Czujny” został skreślony z listy floty 10 października 1972 roku, rozkazem Dowódcy MW nr 054/Org. z 4 października. Po raz ostatni polską banderę opuszczono na nim 7 listopada tego roku. Ostatnim dowódcą jednostki był kpt. mar. Władysław Monkiewicz. W 1973 roku okręt pełnił rolę pływających koszar, a w latach 1974–1975 był jednostką badawczą.

## Dowódcy okrętu
Zestawienie zostało oparte na źródłach:
- por. mar. Zbigniew Ochman
- por. mar. Adam Świstak
- ppor. mar. Bernard Petryka
- ppor. mar. Bronisław Szewczyk
- por. mar. Tadeusz Moskwa
- por. mar. Antoni Wolański
- por. mar. Franciszek Ośko
- por. mar. Antoni Wolański
- por. mar. Mieczysław Łęcki
- kpt. mar. Władysław Monkiewicz